# Maguro Fujita
Maguro Fujita (jap. 藤田 まぐろ Fujita Maguro; ur. 6 marca 1971 r.) – japońska mangaka. Sławę przyniosła jej manga pt. Kero Kero Chime. Swoje dzieła opublikowała w magazynie Ribon. Tworzy głównie mangi shōjo.

## Twórczość
- Kero Kero Chime
- Happy Pharmacy
- Neringu Project
- Twinkle Tiara
- Kyūketsu byōin e ikō!
- Emi yu ranpu
- Taiyou ga ippai
- N.G. heroine
- Kawaiteki shinigami